# Lyske
Lyske er betegnelsen for den del af menneskekroppen, hvor torsoen møder det øverste af benene i en skrå linje fra hoften og indad på hver side af skambenet.
Ved hård belastning af lysken kan der opstå lyskeskader enten i mindre omfang over en længere periode, der kan resultere i skader på muskler og sener, eller mere pludseligt. Skaderne er særligt almindelige i sportsgrene, hvor der fx forekommer spurter eller hurtige positionsskift. Fodbold, badminton, tennis, motionsløb og ridning er eksempler på sådanne sportsgrene.